# Besnik Aliaj
Besnik Aliaj (Tirana, 1966) es un arquitecto albanés, cofundador y rector de la Universidad POLIS de Tirana y miembro del comité de expertos del Premio Europeo del Espacio Público Urbano desde la edición de 2014.

## Biografía
Graduado en Arquitectura y Diseño urbano en la Universidad Politécnica de Tirana en 1990, donde se doctoró en 2005, cursó estudios de postgrado en la Universidad Erasmo de Róterdam y ha cursado estudios complementarios en universidades y centros superiores de Italia, Noruega y Perú, entre otros países. Habilitado como profesor desde 2010, Aliaj Besnik es cofundador y rector de la Universidad POLIS de Tirana, donde imparte la asignatura de Proyectos urbanos en la Escuela Internacional de Arquitectura y Políticas de Desarrollo Urbano. Ha asesorado al ministerio albanés de Territorio, Turismo y Propiedad y ha sido profesor invitado en la Universidad de las Artes de Tirana, la Universidad Politécnica de Ancona, la Facultad de Economía de la Universidad de Tirana, la Facultad de Arquitectura de la Universidad Técnica de Darmstadt, el Museo de Arquitectura de Estocolmo, el Museo Suizo de Arquitectura de Basilea y el Centro de Arquitectura de Viena. También ha sido editor de Forum A+P, revista albanesa sobre arquitectura y proyectos urbanos, y ha publicado varios artículos científicos en la prensa local. Además, es el director de los programas Tirana Architecture Week (TAW) y Tirana Design Week (TDW). Besnik pertenece al comité de expertos del Premio Europeo del Espacio Público Urbano desde su edición de 2014.